# Doak Campbell Stadium
O Doak Campbell Stadium é um estádio localizado em Tallahassee, Flórida, Estados Unidos, possui capacidade total para 79.560 pessoas, é a casa do time de futebol americano universitário Florida State Seminoles, o time da Universidade Estadual da Flórida, foi inaugurado em 1950, o nome foi adotado em 1989 em homenagem ao ex-reitor da universidade Doak S. Campbell.